# Vilazodona

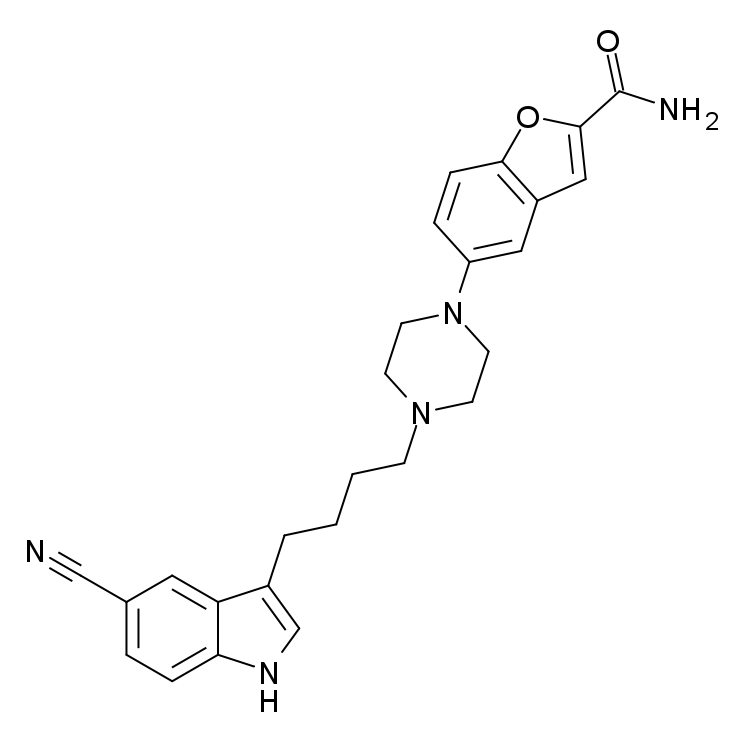
Vilazodona

Vilazodona es un medicamento antidepresivo que forma parte de la categoría de inhibidores selectivos de la recaptación de serotonina y agonistas parciales del receptor 5-HT1A, o sea que es es un inhibidor selectivo de la recaptación de serotonina, ya que ejerce su efecto al influir en la actividad de la serotonina, un neurotransmisor clave para regular el estado de ánimo.

## Uso médico
Su principal uso radica en el tratamiento de trastornos depresivos en adultos.    

## Mecanismo de acción
La vilazodona  inhibe de manera potente y selectiva la recaptación de la serotonina, potenciando de esta manera la actividad de la serotonina en el sistema nervioso central. Es decir, actúa bloqueando la recaptación de serotonina en las células nerviosas del cerebro, lo que resulta en un aumento de los niveles de este neurotransmisor en el espacio entre las células nerviosas. Además, actúa como un agonista parcial del receptor 5-HT1A, lo que ayuda a regular la actividad de la serotonina en ciertas regiones cerebrales. El mecanismo de acción de este medicamento está destinado a mejorar los síntomas de la depresión al restaurar el equilibrio químico en el cerebro. Al aumentar la disponibilidad de serotonina y regular la actividad de los receptores, se busca aliviar los síntomas depresivos y mejorar el estado de ánimo.
La vilazodona es también un agonista parcial con gran afinidad sobre los receptores serotonérgicos 5-HT1A. Se desconoce el resultado neto de esta acción sobre la transmisión serotonérgica y su participación en el efecto antidepresivo. La vilazodona se une con gran afinidad al sitio de recaptación de la serotonina, pero no a los sitios de recaptación de la norepinefrina ni de la dopamina.

## Efectos secundarios
El empleo de la vilazodona debe ajustarse a las necesidades individuales de cada persona, por lo que cualquier cambio en su administración debe ser  aprobado por un médico psiquiatra por que puede tener efectos secundarios y contra indicaciones según la situación y la salud de cada paciente.  Estos pueden incluir:
- Acidez estomacal.
- Alteraciones cardíacas como latidos rápidos e irregulares.
- Alteraciones cutáneas, sarpullidos, urticarias o manchas en la piel.
- Alteraciones en el deseo y la capacidad sexual.
- Alucinaciones.
- Aumento del apetito.
- Convulsiones.
- Debilidad muscular.
- Desvanecimientos y pérdidas del conocimiento.
- Diarrea.
- Dolor articular.
- Fiebre.
- Gases y flatulencias.
- Inflamación.
- Mareos.
- Problemas de memoria, concentración o coordinación.
- Problemas respiratorios.
- Rigidez muscular.
- Sacudidas o temblores incontrolables.
- Sangrado nasal.
- Sangrados o moretones sin causa aparente.
- Sensación de dolor u hormigueo en manos o pies.
- Sequedad bucal.
- Sueños de contenido extraño.
- Cefaleas.
- Náuseas y/o vómitos.